# Moszkvai csata
A moszkvai csata a második világháború keleti frontjának egy 600 km-es szakaszán, illetve Moszkva térségében lezajlott ütközetsorozatainak szovjet eredetű összefoglaló neve. Az 1941. október 2-án a németek által indított hadászati jelentőségű műveletsorozat fő célja az volt, hogy bevegye Moszkvát, a Szovjetunió fő- és egyben legnagyobb városát, mely a német invázió óta elsődleges politikai és katonai célpont volt.
A németek által Taifun hadművelet kódnévre keresztelt hadművelet két átkaroló műveletsorozatra bontható. Az első Moszkvát észak felől kerülte volna meg a Kalinyini Front irányába, melyben a fő áttörő erőt a 3. és a 4. Páncélos csoportok alkották (Panzergruppe 3 és 4). Ezzel a Moszkva–Leningrád-vasútvonalat is kettévágták volna, ami az „északi főváros” körülzárását és feltételezett feladását is elősegítette volna. A másik műveletsorozat a Moszkvai terület déli részén át vezetett, melyet a 2. Páncélos-hadsereg (2. Panzerarmee) Tulától délre kezdeményezett, miközben a német 4. hadsereg (Deutsche 4. Armee) közvetlenül Moszkva ellen tört előre nyugati irányból. Önálló harckocsi-hadműveletnek tervezték a Wotan hadműveletet, amely az offenzíva utolsó szakasza lett volna, később azonban lefújtak.
A szovjetek a Moszkvai területen három védelmi vonalat alakítottak ki, ahová pihentebb, a szibériai és a Távol-keleti katonai körzetből érkezett csapatokat telepítettek. Mivel Japánnal 1941. április 13-án megnemtámadási szerződést kötöttek, onnan már nem kellett támadástól tartaniuk. Miután a német támadásokat megállították, a szovjetek ellentámadásba kezdtek, és a német csapatokat Orjol, Vjazma és Vicebszk térségébe szorították vissza. Kisebb létszámú egységeket sikerült bekeríteniük és megadásra kényszeríteniük.
A szovjet katonai történelemben ez volt a Vörös Hadsereg első befejezett offenzívája, mely jelentős áldozatokkal járt ugyan, viszont a győzelemnek és a propagandának köszönhetően valóságos szimbólummá emelte a szovjet fővárost. Ebből kifolyólag a német kapituláció huszadik évfordulóján, 1965-ben a város megkapta a „Hős város” címet is.
A téli időjárás nagy szerepet játszott a város megvédésénél. Mivel a németek önhitten meg voltak győződve a gyors győzelemben, ezért nem látták el a hadseregük katonáit téli ruházattal. A fegyverek és járművek téli védelméről sem gondoskodtak, nyári gépolajat használtak, így azok is szó szerint áldozatul estek a szélsőséges orosz télnek több tízezer német katonával egyetemben. Az orosz katonák ruházata jobb volt és a németekkel ellentétben hozzá voltak szokva az ezen a tájékon nem is ritka nagy hidegnek, ezért edzettebbek voltak és meglehetősen vad ellenállásuk sem tört meg.

## Előzmények
A náci Németország 1941. június 22-én hadüzenet nélkül megtámadta a Szovjetuniót. A Barbarossa hadműveletnek keresztelt támadás kezdetekor Hitler úgy vélte, hogy mindössze 3-4 hónap leforgása alatt döntő csapást mérnek a Vörös Hadseregre, és a keleti háborút győzedelmesen befejezhetik. A németek mellett szólt a kitűnően képzett tisztikar (Heinz Guderian, Erich von Manstein, Erich Hoepner, Gotthard Heinrici, Hermann Hoth, Friedrich Paulus, Fedor von Bock, Wolfram von Richthofen), a bejáratott villámháborús taktika, a technikai fölény és a meglepetés ereje. A szovjeteknek az ország óriási méretei és kelet felé egyre szélesedő alakja, valamint a számbeli fölény kedvezett.
Angol katonai szakértők szerint Németországnak 1941 június-júliusában komoly esélye lett volna a keleti fronton a győzelemre. Ezt a német hadsereg előrenyomulásának ütemére és a szovjet veszteségekre hivatkozva állítják. Miután azonban az eredeti haditervet megváltoztatták 1941 júliusában, azzal, hogy délkelet felé is támadtak, a győzelem esélyét egyértelműen elvesztették, időt adtak a Szovjetuniónak a tartalékok felvonultatására és az ipar áttelepítésére.

## A német előrenyomulás
A német támadás váratlanul érte a túlságosan előretolt állásokban elhelyezkedő szovjet csapatokat. A gyors páncélos ékekkel operáló német csapatok több százezer orosz katonát kerítettek be (pl.: júliusban Minszknél, szeptemberben Kijevnél). Az így kialakuló óriási katlanokat a később megérkező gyalogság felmorzsolta, miközben a gépesített egységek tovább robogtak. A vörös hadsereg azonban az óriási anyagi veszteségek, a több százezer halott, és a 3 millió hadifogságba esett katona ellenére nem omlott össze, hanem sikeresen mozgósított és ez további súlyos harcokat ígért a szovjet hatalom gyors összeomlása helyett. Szeptembertől az ősziesre forduló időjárás és az egyre keményebbé váló ellenállás hatására a német támadás lendülete megtört, az előrenyomulás sebessége lelassult. A mindkét fél részéről óriási áldozatokat követelő összecsapások végül oda vezettek, hogy a németek 1941 novemberére elfoglalták a balti országokat, Ukrajnát, körülzárták Leningrádot, elszigetelték a Krím félszigetet és elérték Moszkva elővárosait is. 

## A moszkvai csata

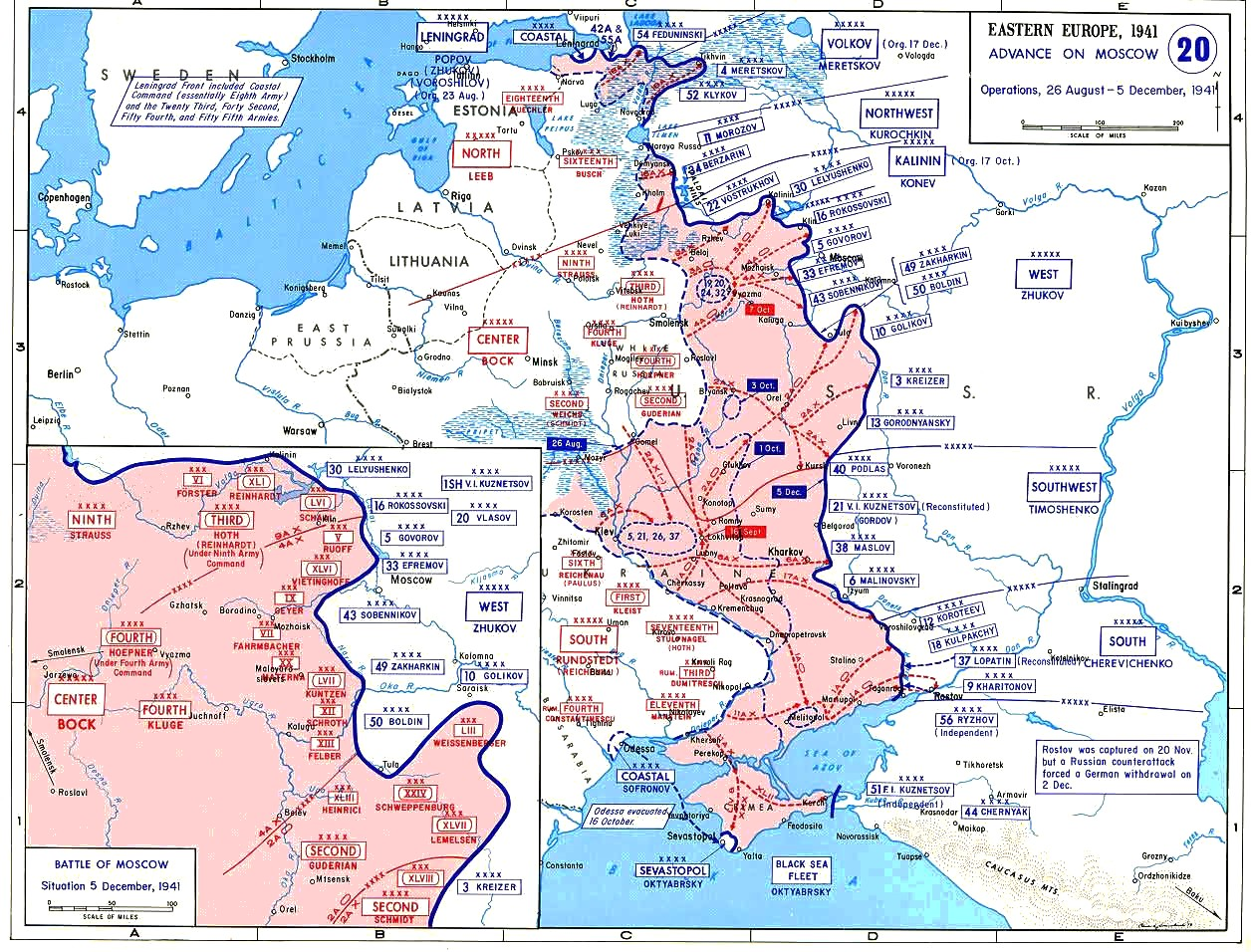
Többek között a Taifun hadműveletet is ábrázoló térkép

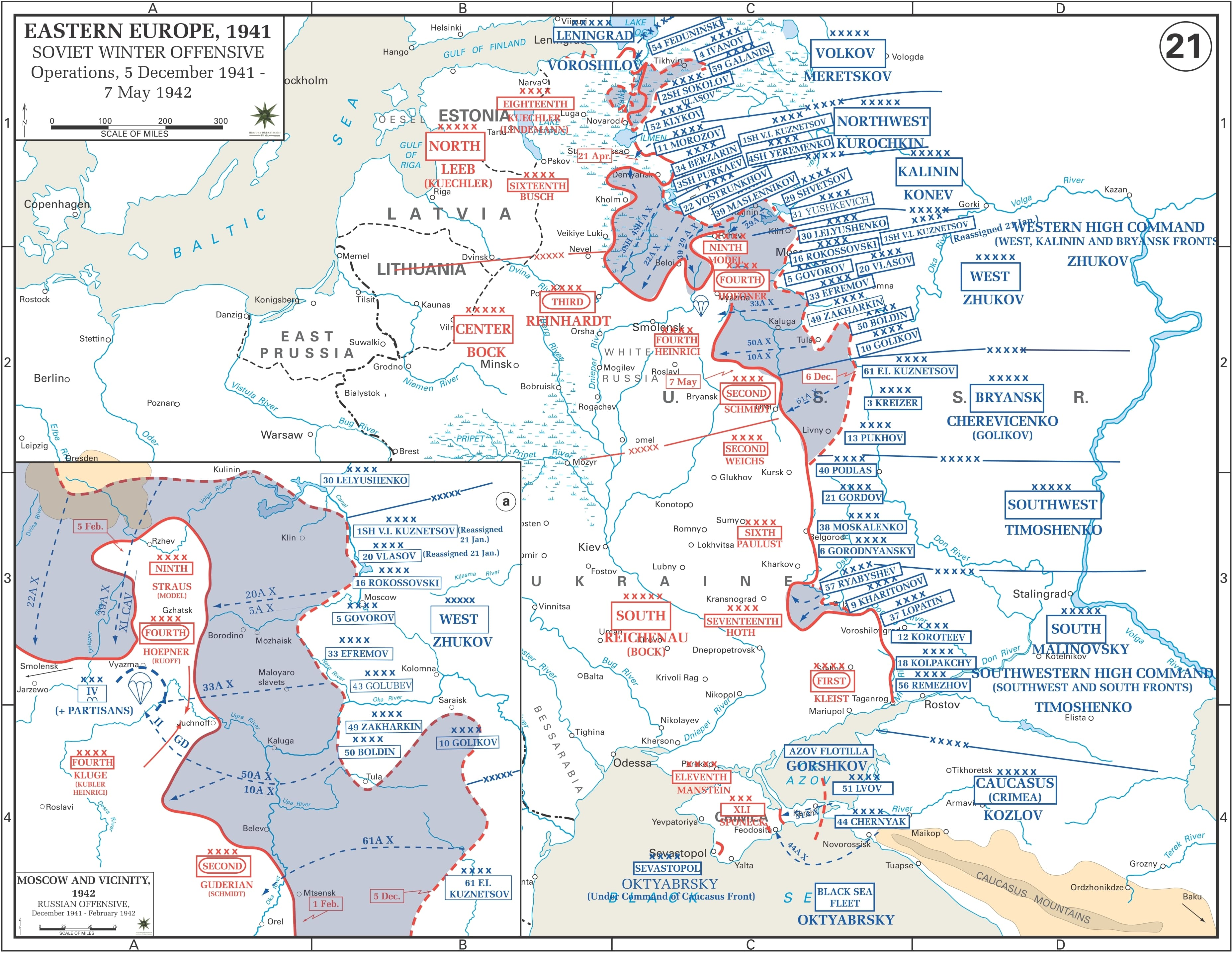
A szovjet ellenoffenzíva térképe

Október végére a szívós orosz ellenállás és a kilátástalan küzdelem a sárral kimerítette a német csapatokat. A német hadvezetés leállította a Tájfun hadműveletet, és megkezdte a felkészülést a végső rohamra Moszkva ellen. A szovjetek kihasználták a lélegzetvételnyi időt, és szintén rendezték soraikat. Sőt november elején Sztálin kémei, elsősorban Richard Sorge Tokióban tevékenykedő szovjet hírszerző, valamint Kim Philby is Londonból, jelentették, hogy a japánok figyelme dél felé fordult, így a Szovjetuniót nem fenyegeti támadás Mandzsúria felől. Ezek után a szovjet vezér engedélyezte, hogy a Távol-Keletről 30 kiváló, téli felszereléssel rendelkező hadosztályt átcsoportosítanak Moszkva védelmére. November közepére a korai fagyok újra járhatóvá tették az utakat, és mintegy 1500 páncélos támogatásával megindult a végsőnek szánt német támadás. Ismét sikerült több ponton áttörni a szovjet védelmet, és kemény harcok árán november végére északon elérték a Moszkva-csatornát. A harapófogó másik szára délen eközben Tulát megkerülve közeledett Moszkva felé. December elején az időjárás azonban ismét közbeszólt. Beköszöntött az igazi orosz tél. A németek, bízva a gyors győzelemben, nem készültek fel a téli hadviselésre. Az éjszakánként mínusz negyven Celsius-fok közeli hőmérséklet hatására rengeteg katona szenvedett fagyási sérülést, mások halálra fagytak, a fegyvereik pedig a nagy hidegtől egyszerűen tönkrementek. A júniusban oly félelmetes Wehrmacht decemberre már csak árnyéka volt önmagának. Hiába látták az első vonalban harcolók távcsövön keresztül a Kreml kupoláit, a hősies szovjet ellenállásnak és a hidegnek köszönhetően a teljesen elcsigázott németek az utolsó pár kilométert képtelenek voltak leküzdeni.
A német támadás ugyan kifulladt, de a hadvezetés a hírszerzés adataira támaszkodva abban a hitben élt, hogy a szovjetek sem képesek jelentős támadó hadmozdulatokra. Ez azonban óriási tévedés volt. December elejére az újonnan felállított és az Orosz Távol-Keletről átvezényelt hadosztályok csak a támadási parancsra vártak. Az ellentámadás december 5-én indult meg, és teljesen megdöbbentette a végletekig kimerült németeket. A támadás második napján Hitler megtiltotta a visszavonulást, és elrendelte, hogy a katonák egy talpalatnyi területet sem adhatnak fel. A fanatikus védekezés ellenére a friss és jól felszerelt szovjetek folyamatosan szorították vissza a sokszor még nyári ruhában harcoló németeket. Az év végére súlyos harcok árán a Vörös Hadsereg 100–250 km-re vetette vissza az ellenséget. A Wehrmacht rengeteg katonáját vesztette el, ráadásul jelentős mennyiségű hadianyagot és a mozgásra képtelen járműveket is kénytelen volt hátrahagyni. Január elején az ellentámadás más szakaszokon is megindult, és a németeknek csak 1942 tavaszán sikerült stabilizálni a frontot. Ezt követően több mint egy éven át zajlottak a rzsevi csaták, mivel a Vörös Hadseregnek 13 hónapra volt szüksége, hogy – hatalmas emberveszteség árán – felszámolja a Rzsevnél kialakult kiszögelést és az ott koncentrálódó német ellenállást, amely kockázatot jelentett a Sztálingrád felszabadítására törekvő szovjetek számára.

## Következmények

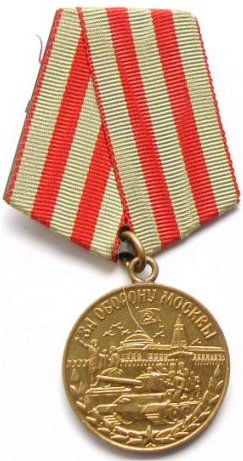
1944. május 1-jétől 1 028 600 főnek adományozták a Moszkva védője érdemérmet

A második világháború során először bukott meg a villámháborús elképzelés. A német szárazföldi hadsereg Moszkva alatt elszenvedte első vereségét. Ez a vereség ugyan nem volt végzetes, de a legyőzhetetlenség nimbusza szertefoszlott. Mivel Németország nem tudta kivívni a Szovjetunió feletti gyors győzelmet, egy olyan anyagcsatába keveredett, amelyre nem volt felkészülve. Figyelembe véve az ellenfél hatalmas ipari potenciálját, nyersanyagbeli és emberi erőforrásait, számára ez a harc csak végzetes következményekkel járhatott.
További fontos következménye a moszkvai kudarcnak hogy Hitler elvesztette bizalmát a parancsnokokban és leváltotta von Bockot.[forrás?]